# Cássio Tucunduva
Cássio Tucunduva (Rio de Janeiro, 19 de julho de 1950) é um cantor, compositor, guitarrista e arranjador de música popular brasileira.
Em 2014, Cássio, juntamente com Rita Tucunduva, foi o vencedor do Concurso Nacional de Marchinhas Carnavalescas da Fundição Progresso, com a canção “Cadê a Viga”.

## Discografia
- ”Filho”